# 抛光
抛光是使用物理机械或化学药品降低物体表面粗糙度的工艺。抛光技术主要在精密机械和光学工业中使用。抛光后的工件表面光滑具有良好的反射效果。工件抛光后会减少厚度并容易划伤，必须使用细丝绒布、麂皮、天鹅毛和专用清洗剂清洁表面。

## 原理和运用
物理抛光是利用细小而坚硬的颗粒物质在被抛光物体表面高速摩耗使其光滑的方法。用鞋油擦鞋，用牙膏（滑石粉）擦玻璃，砂轮磨床都是物理抛光的具体运用。
过去非抛光的液晶，外部光会在液晶表面发生漫反射，所以画面发灰。现在的大屏幕液晶电视，高档显示器和手机表面都使用了抛光技术，这样提高了对比度显示出的画面比没有抛光的屏幕更加鲜艳靓丽。但由于反射效果好，会像镜子一样反射室内的物体。因此观看抛光后的液晶屏幕建议关闭其他室内光源。